# هانز پیک ویلیج (کلرادو)
هانز پیک ویلیج (به انگلیسی: Hahns Peak Village) یک منطقهٔ مسکونی در ایالات متحده آمریکا است که در کلرادو واقع شده‌است. هانز پیک ویلیج ۲٬۴۸۵٫۹۸ متر بالاتر از سطح دریا واقع شده‌است.